# ألكسندرا داداريو
ألكسندرا آنا داداريو (بالإنجليزية: Alexandra Anna Daddario)‏ (مواليد 16 مارس 1986 –) هي ممثلة أمريكية. بدأت مسيرتها الفنية عام 1998. وهي معروفة بدور «أنابيث تشيس» في فيلمي الفنتازيا: بيرسي جاكسون والأوليمبونس: لص البرق (2010)، وبيرسي جاكسون: بحر من الوحوش (2013). أيضا هي معروفة بعدة أدوار مثل: «بليك غاينز» في فيلم سان أندرياس (2015)، و«سومر كوين» في فيلم باي ووتش (2017)، و«إيما كوريغان» في فيلم يمكنك أن تبقيه سرا؟ (2019). وأدت دور البطولة في الفيلمين: منشار تكساس 3 دي، وإجازة زوجية. كما ظهرت في الموسم الأول من مسلسل محقق فذ (2014)، والمسلسلات: وايت كولار، وفيلادلفيا دائما مشمسة، والفتاة الجديدة، وقصة رعب أمريكية: الفندق.

## النشأة
ولدت ألكسندرا آنا داداريو في مدينة نيويورك، في 16 مارس 1986. وهي الابنة الكبري لكريستينا، محامية، وريتشارد داداريو، المدعي العام والرئيس السابق لوحدة مكافحة الإرهاب في شرطة نيويورك تحت رئاسة العمدة مايكل بلومبيرغ. داداريو من أصول إيطالية، وأيرلندية، وإنجليزية، وسلوفاكية/ مجرية. وهي أخت الممثل ماثيو داداريو، ولديها أخت تدعي «كاثرين». كان جدها من والدها إميليو كيو. داداريو عضو ديمقراطي في مجلس النواب الأمريكي لكونيتيكت من 1959 إلي 1971.

## فيلموغرافيا
| السنة | العنوان                             | الدور        | الملاحظات          |
| ----- | ----------------------------------- | ------------ | ------------------ |
| 2005  | الحبار والحوت                       | فتاة جميلة   |                    |
| 2006  | ملعب كورة قدم                       | أليكس        | فيلم قصير          |
| 2006  | الدولة الأكثر سخونة                 | كيم          |                    |
| 2007  | الحاضنات                            | باربرا ييتس  |                    |
| 2007  | العلية                              | أفا شتراوس   |                    |
| 2010  | بيرسي جاكسون والأوليمبونس: لص البرق | أنابيث تشيس  |                    |
| 2010  | الثكل                               | أليسون ميلر  |                    |
| 2011  | إجازة زوجية                         | بيج          |                    |
| 2013  | منشار تكساس 3 دي                    | هيذر ميللر   |                    |
| 2013  | بيرسي جاكسون: بحر من الوحوش         | أنابيث تشيس  |                    |
| 2013  | الحياة في نص                        | هالي غرين    | فيلم قصير          |
| 2014  | دفن الصديقة السابقة                 | أوليفيا      |                    |
| 2015  | سان أندرياس                         | بليك جاينز   |                    |
| 2015  | وجوه بلا عيون                       | أريس         | فيلم قصير          |
| 2016  | الخيار                              | مونيكا       |                    |
| 2016  | خُبز في بروكلين                      | كيت وينستون  |                    |
| 2017  | التوقف                              | كيت جيفريز   |                    |
| 2017  | ذا هاوس                             | كورسيكا      | المشهد المحذوف فقط |
| 2017  | باي ووتش                            | سومر كوين    |                    |
| 2018  | عندما التقينا لأول مرة              | أفيري مارتن  |                    |
| 2018  | لقد عشنا دائما في القلعة            | أفيري مارتن  |                    |
| 2018  | رامبيج                              | غواصة        | المشهد المحذوف فقط |
| 2018  | صياد الليل                          | راشيل تشيس   |                    |
| 2019  | نستدعي الظلام                       | الكسيس       |                    |
| 2019  | الإرسال المفقود                     | دانا لي      |                    |
| 2019  | يمكنك أن تبقيه سرا؟                 | إيما كوريغان | أيضا منتج تنفيذي   |

## وصلات خارجية
- ألكسندرا داداريو على موقع IMDb (الإنجليزية)
- ألكسندرا داداريو على موقع ميتاكريتيك (الإنجليزية)
- ألكسندرا داداريو على موقع روتن توميتوز (الإنجليزية)
- ألكسندرا داداريو على موقع قاعدة بيانات الأفلام العربية
- ألكسندرا داداريو على موقع ألو سيني (الفرنسية)
- ألكسندرا داداريو على موقع تيرنر كلاسيك موفيز (الإنجليزية)
- ألكسندرا داداريو على موقع أول موفي (الإنجليزية)
- ألكسندرا داداريو على موقع قاعدة بيانات الأفلام السويدية (السويدية)
- ألكسندرا داداريو على موقع إن إن دي بي (الإنجليزية)
- ألكسندرا داداريو على موقع ديسكوغز (الإنجليزية)